# Бовбасівка
Бовба́сівка — село в Україні, у Хорольській громаді Лубенського району Полтавської області. Населення становить 366 осіб. До 2020 орган місцевого самоврядування — Трубайцівська сільська рада.

## Географія
Село Бовбасівка розташоване на лівому березі річки Хорол, вище за течією на відстані 1 км розташоване село Кулики, нижче за течією на відстані 2,5 км розташоване село Тройняки (Кременчуцький район), на протилежному березі — села Єньки, Лози і Вереміївка (Кременчуцький район). Річка в цьому місці звивиста, утворює лимани, стариці та заболочені озера.
На північ від села розташоване заповідне урочище «Бовбасівка».

## Історія
12 червня 2020 року, відповідно до розпорядження Кабінету Міністрів України № 721-р «Про визначення адміністративних центрів та затвердження територій територіальних громад Полтавської області», село увійшло до складу Хорольської міської громади..
19 липня 2020 року, в результаті адміністративно - територіальної реформи та ліквідації Хорольського району, село увійшло до складу новоутвореного Лубенського району.

## Політика

### Парламентські вибори, 2019
На позачергових парламентських виборах 2019 року у селі функціонувала окрема виборча дільниця № 530901, розташована у приміщенні клубу.
Результати
- зареєстровано 155 виборців, явка 62,58%, найбільше голосів віддано за «Слугу народу» — 34,38%, за Всеукраїнське об'єднання «Батьківщина» — 17,71%, за «Українську стратегію Гройсмана» — 11,46%.[3] В одномандатному окрузі найбільше голосів отримав Костянтин Іщейкін (самовисування) — 27,84%, за Анастасію Ляшенко (Слуга народу), Фахраддіна Мухтарова (самовисування) і Олексія Баганця (Всеукраїнське об'єднання «Батьківщина») — по 19,59%[4].